# No Way Out 2006
No Way Out 2006 was een professioneel worstel-pay-per-view (PPV) evenement dat geproduceerd werd door World Wrestling Entertainment (WWE). Dit evenement was de zevende editie van No Way Out en vond plaats op 19 februari 2006 in de 1st Mariner Arena in Baltimore (Maryland).
De belangrijkste gebeurtenis was een match tussen de kampioen Kurt Angle en The Undertaker voor de World Heavyweight Championship. Kurt Angle won de match en verlengde zijn titel.

## Matchen
| Nr.                                                                          | Match | Winnaar(s)               |
| ---------------------------------------------------------------------------- | --- | ------------------------ |
| -                                                                            | Simon Dean vs. The Boogeyman in een een-op-een match | The Boogeyman            |
| 1                                                                            | Gregory Helms (c) vs. Brian Kendrick vs. Funaki vs. Kid Kash vs. Nunzio vs. Paul London vs. Psicosis vs. Scotty 2 Hotty vs. Super Crazy in een 9-way match voor het WWE Cruiserweight Championship | Gregory Helms (c)        |
| 2                                                                            | John "Bradshaw" Layfield (met Jillian Hall) vs. Bobby Lashley in een een-op-eenmatch | John "Bradshaw" Layfield |
| 3                                                                            | MNM vs. Tatanka & Matt Hardy in een tag team mach | Tatanka & Matt Hardy     |
| 4                                                                            | Booker T (c) vs. Chris Benoit in een een-op-eenmatch voor het WWE United States Championship | Chris Benoit (nc)        |
| 5                                                                            | Rey Mysterio vs. Randy Orton in een een-op-eenmatch | Randy Orton              |
| 6                                                                            | Kurt Angle (c) vs. The Undertaker in een een-op-eenmatch voor het World Heavyweight Championship                                                                                                   | Kurt Angle (c)           |
| (c) huidige kampioen voor en na de match \| (nc) nieuwe kampioen na de match | |                          |